# جایزه بزرگ برزیل ۱۹۷۵
جایزه بزرگ برزیل ۱۹۷۵ (انگلیسی: ‎1975 Brazilian Grand Prix‎) یک مسابقهٔ موتوری در رشتهٔ اتومبیل‌رانی فرمول یک بود که در تاریخ ۲۶ ژانویهٔ ۱۹۷۵ در اینترلاگوس واقع در سائو پائولو، برزیل برگزار شد. این گراند پری در میان ۱۴ گراند پری در فصل ۱۹۷۵، مسابقهٔ شمارهٔ ۲ بود.
در این مسابقه که در ۴۰ دور و به مسافت ۳۱۸٫۴۰۰ کیلومتر (۱۹۷٫۸۴۵ مایل) برگزار شد، پول پوزیشن توسط ژان-پیر جاریه کسب شد و سریع‌ترین زمان برای طی یک دور پیست که برابر با ۲:۳۴٫۱۶ بود نیز توسط ژان-پیر جاریه به ثبت رسید.
کارلوس پیس از تیم برابام-فورد، امرسون فیتیپالدی از تیم مک‌لارن-فورد و یوخن ماس از تیم مک‌لارن-فورد به‌ترتیب مقام‌های اول تا سوم مسابقه را کسب کردند.

## رده‌بندی قهرمانی پس از مسابقه
| جایگاه | راننده           | امتیاز |
| ------ | ---------------- | ------ |
| ۱      | امرسون فیتیپالدی | ۱۵     |
| ۲      | کارلوس پیس       | ۹      |
| ۳      | جیمز هانت        | ۷      |
| ۴      | کلی رگاتزونی     | ۴      |
| ۵      | کارلوس روتمان    | ۴      |
| منبع:  |                  |        |

| جایگاه | سازنده      | امتیاز |
| ------ | ----------- | ------ |
| ۱      | مک‌لارن-فورد | ۱۵     |
| ۲      | برابام-فورد | ۱۳     |
| ۳      | هسکث-فورد   | ۷      |
| ۴      | فراری       | ۴      |
| ۵      | تایرل-فورد  | ۲      |
| منبع:  |             |        |

یادداشت
- تنها پنج جایگاه نخست از هر رده‌بندی نمایش داده شده‌است.